# Битка на Брдици
Битка на Брдици или бој на Брдици је војни сукоб који се одиграо 26/27. јануара 1913. године између српске и турске војске. Ова битка је вођена у Првом балканском рату. Српска војска је била поражена у овом боју.
После заузимања Бушатског виса 25. јануара, српске приморске трупе су имале задатак да продуже напад на Брдицу ради олакшања главног напада, који је вршио зетски одред (црногорски) на Велики Бардањолт.
Бојиште се налазило на простору између Бојане, Дрињаче, Мелгушког и Брдичког виса. Брдички вис је сачињавао део главне одбране утврђеног Скадра. Турци су Брдицу запосели са 2—3 батаљона, и са 14 брдских и 2 пољска топа. У борби су учествовале и све турске резерве са Великог Бардањолта и 8 топова са Малог Бардањолта. Имали су добро утврђене положаје, цело бојиште је било опасано са 3 реда бодљикаве жице, а поједине, значајније тачке и са 5-6 редова. Срби су нападали са 1 ескадроном, 2 пешадијска пука другог позива, 2 батаљона првог позива, половином батаљона пионира, 8 брзометних и 8 спорометних топова с највећим дометом од 5,5 km, а у боју није учествовало (лева колона) 3 батаљона првог позива и 3 батаљона црногорске војске, као и 2 спорометна топа.
Губици српске војске су били: погинуло и нестало 16 официра и 475 војника, рањено и евакуисано 14 официра и 606 војника, заробљено 4 официра и 477 војника.
Битка је значајна јер је њоме потпомогнут зетски одред, који је успео да 27. јануара заузме Велики Бардањолт, јер су све турске резерве биле привучене Брдици. Последице боја биле су: упућивање на Скадар целог приморског кора српске војске.